# Joe Flacco

Joseph Vincent "Joe" Flacco, född 16 januari 1985 i Aubudon, New Jersey, är en amerikansk fotbollsspelare (quarterback) för NFL-laget Indianapolis Colts.
Flacco spelade på collegenivå för University of Pittsburgh och University of Delaware.